# Scotopteryx petrogenes
Scotopteryx petrogenes là một loài bướm đêm trong họ Geometridae.